# 布赫湖 (梅克倫堡湖區縣)
53°12′43″N 12°57′40″E / 53.21203°N 12.96106°E
布赫湖（德語：Buchsee），是德國的湖泊，位於該國東北部，由梅克倫堡-前波美拉尼亞州負責管轄，處於梅克倫堡湖區縣，面積0.09平方公里，海拔高度59米，最大水深5米。